# Ali Matan-moskee
De Ali Matan-moskee (Somalisch: Masjidka Cali Mataan) is een moskee in Hargeisa in het noorden van Somalië. De moskee is een gebouw met vier verdiepingen.